# Berry Gordy
Berry Gordy Jr. (* 28. listopadu 1929 Detroit, Michigan, USA) je americký hudební skladatel, hudební, filmový a televizní producent. V roce 1988 byl uveden do Rock and Roll Hall of Fame.
Je zakladatelem hudebního vydavatelství Motown Records.